# Psephellus fajvuschii
Psephellus fajvuschii là một loài thực vật có hoa trong họ Cúc. Loài này được (Gabrieljan) Greuter mô tả khoa học đầu tiên năm 2003.